# Maurice Molho
Maurice Molho (17 juillet 1922 à Constantinople - 17 juin 1995 à Paris) est un linguiste, philologue et historien de la littérature. Son œuvre est centrée sur les langues et les littératures catalanes et castillanes. Il fut le premier directeur du centre d'études catalanes à l'Université Paris-Sorbonne (1977-1980).

## Œuvres en français
- Linguistiques et langage, Ducros, 1969.
- Sémantique et poétique à propos des Solitudes de Góngora, Ducros, 1969.
- Mythologiques: "Don Juan", "La vie est un songe", José Corti, 1995.
- De Cervantes, Paris, Éditions Hispaniques, 2005.

## Traductions
- Romans picaresques espagnols, introduction, chronologie, bibliographie, traductions, notes et glossaire par M. Molho et J.-F. Reille, Gallimard/Bibliothèque de la Pléiade, [1968] 1994.
- Les Travaux de Persille et Sigismonde par Miguel de Cervantès Saavedra, José Corti, 1999.